# Don Cornell
Luigi Francisco Varlaro, känd som Don Cornell, född 21 april 1919 i New York, död 23 februari 2004 i Aventura i Florida, var en amerikansk skådespelare och populär sångare under 1940- och 1950-talen.
Cornell föddes i New York och började sin karriär med trumpetaren Red Nichols och bandledaren Sammy Kaye innan han startade sin solokarriär. Han sålde över 50 miljoner skivor. Bland hans hits kan sånger som "It Isn't Fair", "I'm Yours", "I'll Walk Alone" och "Hold My Hand" nämnas. År 1993 blev han med i Big Band Hall of Fame.
Cornell dog i Aventura i Florida i lungemfysem och diabetes vid en ålder av 84 år.

## Diskografi
Kända låtar (topp 10 på Billboard Hot 100)
- 1942 – "I Left My Heart At the Stagedoor Canteen" (med Sammy Kaye) (#3)
- 1942 – "I Came Here To Talk For Joe" (med Sammy Kaye) (#8)
- 1947 – "That's My Desire" (med Sammy Kaye) (#2)
- 1947 – "Red Silk Stockings and Green Perfume" (med Sammy Kaye) (#8)
- 1947 – "Serenade of the Bells" (med Sammy Kaye) (#3)
- 1948 – "Tell Me a Story" (med Sammy Kaye) (#8)
- 1949 – "Careless Hands" (med Sammy Kaye) (#3)
- 1949 – "Room Full of Roses" (med Sammy Kaye) (#2)
- 1949 – "It Isn't Fair" (med Sammy Kaye) (#2)
- 1952 – "I'll Walk Alone" (#5)
- 1952 – "I'm Yours" (#3)
- 1952 – "I" (#7)
- 1954 – "Hold My Hand" (#2)
- 1955 – "The Bible Tells Me So" (#7)